# Luigi Vanzi
Luigi Vanzi (Ferrara, 8 giugno 1924 – Roma, 22 gennaio 1992) è stato un regista italiano.
Come regista ha lavorato principalmente nel campo dei Mondo movie e degli Spaghetti western.

## Filmografia

### Regista
- Il mondo di notte (1960)
- Sette a Tebe (1964)
- Un dollaro tra i denti (1967)
- America paese di Dio (1967)
- Un uomo, un cavallo, una pistola (1967)
- Lo straniero di silenzio (1968)
- Il segreto dei soldati di argilla (1970)
- Piazza pulita (1973)

### Aiuto regista
- Gli italiani si voltano, episodio di L'amore in città, regia di Alberto Lattuada (1953)
- Allegro squadrone, regia di Paolo Moffa (1954)
- Le amiche, regia di Michelangelo Antonioni (1955)
- Mio figlio Nerone, regia di Steno (1956)
- Il grido, regia di Michelangelo Antonioni (1957)
- Non sono più guaglione, regia di Domenico Paolella (1958)

### Sceneggiatore
- Il segreto dei soldati di argilla, regia di Luigi Vanzi (1970)

### Attore
- Gli angeli del potere, regia di Giorgio Albertazzi (1988, film TV)